# Federazione sindacale internazionale
La Federazione sindacale internazionale, nota anche come Internazionale di Amsterdam, è stata una organizzazione sindacale internazionale che ha operato tra il 1919 e il 1945, succedendo al precedente Segretariato internazionale di centrali sindacali nazionali. In stretti rapporti con l'Internazionale operaia socialista, fu contrastata dai sindacati controllati dalle forze comuniste. Dopo l'abbandono dell'organizzazione da parte dell'American Federation of Labor, divenne un organismo prettamente europeo di orientamento socialdemocratico.